# 许景琛
許景琛(1966—)，香港漫畫家。作品大多數以抄襲見稱。

## 簡歷
17歲加入黃玉郎旗下，1991年繪畫《街頭霸王》一躍成為炙手可熱的漫畫人，之後加入玉皇朝有《超霸世紀》、《赤蠍13》、《街霸3》等作品面世。
1999年與著名編劇李中興合組天行社，出版不少作品包括《街霸EX2》、《古龍豪俠傳》、《蠍王》等。在經營不善下，於2002年落得破產收場。
破產後主要在內地製作動畫，2009年乘着《街霸IV》回歸香港漫畫壇，可惜作品質素及繪畫技巧均大不如前。出版15期週刊後亦因銷路不佳而結束與玉皇朝合作關係。

## 風格
許景琛以抄襲日本漫畫家池上遼一最為人著稱，不論畫風、構圖和故事橋段均與原作非常相似，故有池上景琛的稱號。

## 歷年作品列表
《漫畫少年》
《街頭霸王》(1991年-1993年)
《球王傳》
《超霸世紀》
《街霸ZERO II 序章》(1996年)
《街霸ZERO II》(1996年)
《赤蠍13》
《街霸3》(1997年-1999年)
《街頭霸王EX2》(1999年)
《街頭霸王EX2 PLUS》(1999年)
《拳皇99》(1999年)
《生化危機3》(1999年)
《天行武者》(1999年)
《古龍豪俠傳》(2000年)
《古龍群俠傳》(2000年)
《蜀山劍俠》(2000年)
《街霸vs拳皇》系列 (2000年-2001年)
《蠍王》(2001年)
《岳飛列傳》(2001年)
《惡靈王》
《三國無雙》系列
《虎男》(2003年)
《衛斯理》
《衛斯理II》
《天外玄俠》(2004年-2005年)
《赤蠍鬥魂》(2005年)
《戰虎》
《街霸IV》(2009年)